# Georges Duval
Georges-Louis-Jacques Duval (ur. 1777 w Valognes, zm. 21 maja 1853 w Paryżu) - dramaturg francuski.
Pracował głównie dla małych teatrów. Napisał ponad 80 wodewili i komedii, z których najbardziej znane były:
- M. Vautour, ou le Propriétaire sous les scellés (1805)
- le Retour au comptoir ou l'Éducation déplacée (1808)
- Une Journée à Versailles
- le Discret malgré lui, komedia w trzech aktach (1814)
- Werther ou les Égarements d'un cœur sensible (1817), parodia powieści Goethego
- le Mari impromptu, ou la Coutume anglaise (1836)

Ponadto: 
- Souvenirs de la Terreur (1841-1842)
- Souvenirs thermidoriens (1843)
- Mesmoires sur la revolution

w których opisał okropności rewolucji.